# Miley Cyrus/Auszeichnungen für Musikverkäufe

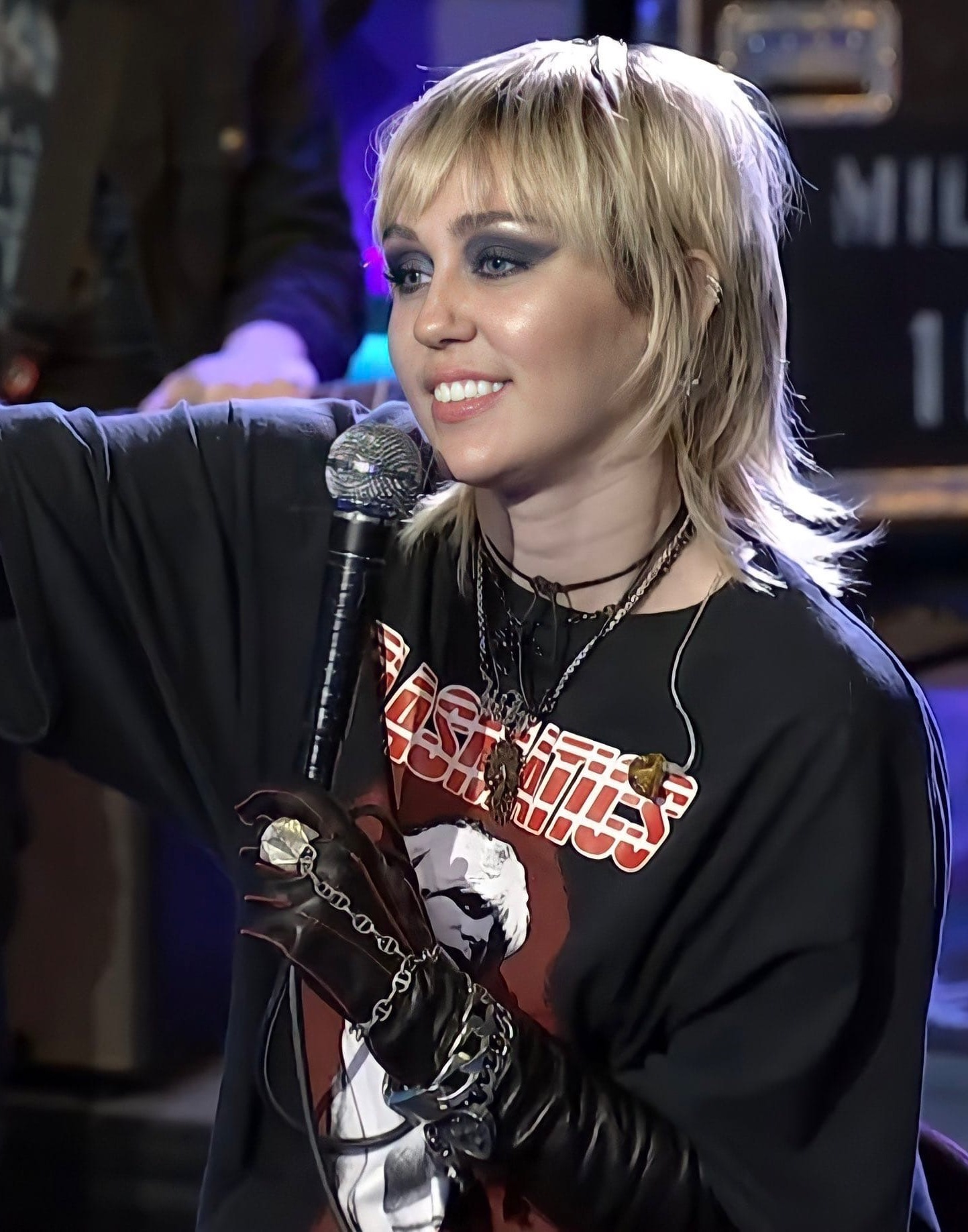
Miley Cyrus (2021)

Dies ist eine Übersicht über die Auszeichnungen für Musikverkäufe der US-amerikanischen Popsängerin Miley Cyrus. Die Auszeichnungen finden sich nach ihrer Art (Gold, Platin usw.), nach Staaten getrennt in chronologischer Reihenfolge, geordnet sowie nach den Tonträgern selbst, ebenfalls in chronologischer Reihenfolge, getrennt nach Medium (Alben, Singles usw.), wieder.

## Auszeichnungen
| - Vereinigtes Königreich - 2013: für das Album Can’t Be Tamed - 2019: für die Single 7 Things - 2020: für die Single Mother’s Daughter - 2020: für die Single See You Again - 2020: für die Single Slide Away - 2021: für die Single Hoedown Throwdown - 2022: für die Single Can’t Be Tamed - 2022: für die Single Heart of Glass - 2024: für die Single Used to Be Young - 2024: für die Single 23 - 2024: für das Lied Butterfly Fly Away - 2024: für die Single Jaded - 2024: für das Lied Plastic Hearts - 2025: für das Album Best of Hannah Montana - 2025: für das Album Hannah Montana Forever - Australien - 2008: für das Album Best of Both Worlds Concert - 2009: für das Album The Time of Our Lives - 2010: für das Album Can’t Be Tamed - 2019: für die Single Younger Now - 2023: für das Album Plastic Hearts - 2023: für die Single Angels Like You - 2023: für das Lied Plastic Hearts - 2023: für die Single Used to Be Young - 2024: für die Single Fly on the Wall - 2024: für die Single Who Owns My Heart - Belgien - 2013: für die Single Wrecking Ball - 2017: für die Single Malibu - 2019: für die Single Nothing Breaks Like a Heart - 2021: für die Single Midnight Sky - 2021: für die Single Prisoner - 2024: für die Single Used to Be Young - Brasilien - 2008: für das Album Hannah Montana - 2008: für das Album Best of Both Worlds Concert - 2008: für das Album Hannah Montana 2: Non-Stop Dance Party - 2009: für das Album Hannah Montana: The Movie - 2011: für das Album Hannah Montana Forever - 2021: für das Album She Is Coming - 2021: für das Album Younger Now - 2021: für die Single Younger Now - 2022: für das Lied WTF Do I Know - 2022: für das Lied Am I Dreaming - 2023: für das Lied Gimme What I Want - 2023: für das Lied High - 2023: für das Lied Never Be Me - 2023: für das Lied Unholy - 2023: für das Lied You - 2023: für das Lied Zombie (Live) - 2023: für das Lied Night Crawling - 2023: für das Lied Edge of Midnight - 2024: für das Lied Rose Colored Lenses - 2024: für die Single When I Look at You - 2024: für die Single Can’t Be Tamed - 2024: für die Single Feelin’ Myself - 2025: für das Lied Thousand Miles - 2025: für die Single Doctor (Work It Out) - Dänemark - 2014: für das Streaming Adore You - 2014: für die Single Wrecking Ball - 2014: für das Streaming Feelin’ Myself - 2019: für das Album The Time of Our Lives - 2020: für die Single When I Look at You - 2021: für die Single Slide Away - 2023: für die Single Angels Like You - Deutschland - 2009: für das Album Breakout - 2010: für das Album The Time of Our Lives - 2010: für das Album Hannah Montana: The Movie - 2014: für die Single We Can’t Stop - 2017: für die Single Malibu - 2021: für die Single Midnight Sky - 2022: für die Single Prisoner - 2023: für die Single The Climb - 2023: für die Single When I Look at You - 2023: für die Single 23 - Frankreich - 2010: für das Album The Time of Our Lives - 2021: für die Single Malibu - 2023: für die Single Midnight Sky - 2023: für die Single Prisoner - 2023: für das Album Endless Summer Vacation - 2024: für die Single Angels Like You - 2024: für das Album Plastic Hearts - GCC - 2010: für das Album Breakout - Griechenland - 2021: für die Single Prisoner - Irland - 2009: für das Album Hannah Montana 3 - Italien - 2019: für das Album Bangerz - 2021: für die Single Midnight Sky - 2023: für das Album Plastic Hearts - 2023: für das Album Endless Summer Vacation - Japan - 2013: für die Single Party in the U.S.A. (Digital) - Kanada - 2007: für das Album Hannah Montana - 2017: für das Album Younger Now - 2019: für die Single Slide Away - 2021: für die Single Prisoner - 2023: für die Single Used to Be Young - 2023: für die Single River - 2024: für die Single II Most Wanted - Mexiko - 2007: für das Album Hannah Montana - 2021: für die Single Midnight Sky - 2023: für die Single Slide Away - 2023: für das Album Younger Now - 2023: für das Album Endless Summer Vacation - Neuseeland - 2013: für die Single Hoedown Throwdown - 2015: für die Single Come Get It Bae - 2016: für die Single 7 Things - 2021: für das Album Can’t Be Tamed - Norwegen - 2020: für die Single Don’t Call Me Angel - 2020: für die Single Adore You - 2020: für die Single Slide Away - 2020: für die Single Younger Now - 2021: für das Album Plastic Hearts - 2021: für die Single Heart of Glass - 2021: für die Single Prisoner - Österreich - 2009: für das Album Breakout - 2010: für das Album The Time of Our Lives - 2014: für die Single Wrecking Ball - 2014: für die Single We Can’t Stop - 2017: für das Album Bangerz - Peru - 2017: für die Single Malibu - Polen - 2009: für das Album Breakout - 2010: für das Album Can’t Be Tamed - 2022: für die Single Slide Away - 2023: für die Single Angels Like You - 2023: für das Album She Is Coming - 2023: für die Single Younger Now - 2024: für die Single Heart of Glass - 2024: für die Single Used to Be Young - 2024: für die Single Jaded - Portugal - 2009: für das Album Hannah Montana 3 - 2010: für das Album Can’t Be Tamed - 2019: für die Single Malibu - 2019: für die Single Nothing Breaks Like a Heart - 2019: für die Single Wrecking Ball - 2020: für die Single Don’t Call Me Angel - 2021: für die Single Midnight Sky - Schweden - 2013: für die Single Fall Down - 2014: für die Single Adore You - 2015: für die Single 23 - 2015: für die Single Feelin’ Myself - 2019: für die Single Nothing Breaks Like a Heart - 2020: für die Single Prisoner - 2023: für das Album Endless Summer Vacation - Schweiz - 2014: für die Single We Can’t Stop - 2021: für die Single Prisoner - 2022: für das Album Plastic Hearts - 2023: für das Album Endless Summer Vacation - Singapur - 2020: für das Album The Time of Our Lives - Spanien - 2009: für das Album Hannah Montana: The Movie - 2014: für das Album Bangerz - 2023: für das Album Plastic Hearts - 2024: für die Single When I Look at You - 2025: für das Album Endless Summer Vacation - Ungarn - 2009: für das Album Hannah Montana 3 - 2010: für das Album The Time of Our Lives - Vereinigte Staaten - 2014: für die Single Come Get It Bae - 2018: für das Lied FU - 2022: für die Single Real and True - 2023: für die Single Life’s What You Make It - 2023: für die Single Ordinary Girl - 2023: für die Single Start All Over - 2023: für die Single Who Said - 2023: für das Lied I Got Nerve - 2023: für das Lied I Miss You - 2023: für das Lied I’ll Always Remember You - 2023: für das Lied True Friend - 2023: für das Lied One in a Million - 2023: für das Lied You’ll Always Find Your Way Back Home - 2023: für das Album Younger Now - 2023: für die Single Heart of Glass - 2023: für das Lied Plastic Hearts - 2023: für das Album Can’t Be Tamed - 2023: für das Album Hannah Montana Forever - 2023: für die Single Let’s Get Crazy - 2023: für das Lied Stay - 2023: für die Single Fly on the Wall - 2023: für die Single Gonna Get This - 2024: für die Single Who Owns My Heart - 2024: für die Single II Most Wanted - 2025: für die Single Jaded - Vereinigtes Königreich - 2007: für das Album Hannah Montana - 2008: für das Album Hannah Montana 2: Meet Miley Cyrus - 2010: für das Album The Time of Our Lives - 2013: für das Album Hannah Montana: The Movie - 2013: für das Album Bangerz - 2021: für das Album Plastic Hearts - 2023: für die Single When I Look at You - 2023: für die Single Adore You - 2024: für das Album Endless Summer Vacation - 2024: für die Single Don’t Call Me Angel - 2025: für die Single Angels Like You | - Argentinien - 2007: für das Album Hannah Montana - Australien - 2008: für das Album Hannah Montana 2: Meet Miley Cyrus - 2008: für das Album Breakout - 2009: für das Album Hannah Montana: The Movie - 2013: für die Single Fall Down - 2019: für das Album Bangerz - 2023: für die Single Don’t Call Me Angel - 2024: für die Single Hoedown Throwdown - 2024: für das Lied Butterfly Fly Away - Belgien - 2024: für das Album Endless Summer Vacation - Brasilien - 2013: für das Videoalbum Can’t Be Tamed – Mini DVD - 2021: für die Single Adore You - 2023: für die Single Jaded - 2023: für das Lied Plastic Hearts - 2023: für die Single River - 2024: für die Single Used to Be Young - 2024: für die Single The Climb - 2025: für die Single II Most Wanted - Dänemark - 2013: für das Streaming We Can’t Stop - 2013: für das Streaming Wrecking Ball - 2019: für die Single Malibu - 2020: für die Single Nothing Breaks Like a Heart - 2022: für die Single The Climb - 2022: für das Album Bangerz - 2022: für die Single Midnight Sky - 2023: für die Single Prisoner - 2023: für das Album Plastic Hearts - 2024: für das Album Endless Summer Vacation - Deutschland - 2014: für die Single Wrecking Ball - 2023: für die Single Party in the U.S.A. - 2023: für die Single Nothing Breaks Like a Heart - GCC - 2010: für das Album Hannah Montana: The Movie - Irland - 2008: für das Album Breakout - 2009: für das Album The Time of Our Lives - 2019: für die Single Nothing Breaks Like a Heart - Italien - 2017: für die Single We Can’t Stop - 2018: für die Single Malibu - 2019: für die Single Nothing Breaks Like a Heart - 2021: für die Single Prisoner - 2024: für die Single Party in the U.S.A. - Kanada - 2014: für die Single Adore You - 2019: für die Single Mother’s Daughter - 2019: für die Single Come Get It Bae - 2023: für die Single Jaded - 2024: für die Single Don’t Call Me Angel - Mexiko - 2009: für das Album Hannah Montana: The Movie - 2014: für die Single We Can’t Stop - 2023: für die Single Prisoner - Neuseeland - 2015: für die Single Fall Down - 2015: für die Single Feelin’ Myself - 2020: für die Single When I Look at You - 2021: für die Single Adore You - 2022: für die Single See You Again - 2023: für das Album Younger Now - 2023: für das Album Plastic Hearts - 2024: für das Album Endless Summer Vacation - 2024: für die Single Mother’s Daughter - Niederlande - 2014: für die Single Wrecking Ball - Norwegen - 2020: für die Single Nothing Breaks Like a Heart - 2020: für die Single When I Look at You - 2021: für das Album Younger Now - 2021: für die Single Midnight Sky - Österreich - 2011: für das Album Hannah Montana: The Movie - 2021: für die Single Malibu - 2021: für die Single Midnight Sky - 2021: für die Single Nothing Breaks Like a Heart - 2022: für die Single Prisoner - Peru - 2014: für das Album Bangerz - Philippinen - 2011: für das Album Can’t Be Tamed - Polen - 2014: für das Album Bangerz - 2017: für die Single Malibu - 2020: für die Single Don’t Call Me Angel - 2021: für die Single Prisoner - Portugal - 2009: für das Album Hannah Montana: The Movie - 2010: für das Album Hannah Montana Forever - Schweden - 2014: für das Album Bangerz - 2017: für die Single Malibu - 2021: für die Single Midnight Sky - Schweiz - 2014: für die Single Wrecking Ball - 2018: für die Single Malibu - 2019: für die Single Nothing Breaks Like a Heart - Spanien - 2010: für das Album Breakout - 2010: für das Album The Time of Our Lives - 2014: für das Streaming Wrecking Ball - 2014: für das Streaming We Can’t Stop - 2021: für die Single Without You (Remix) - 2024: für die Single Midnight Sky - 2024: für die Single Party in the U.S.A. - 2024: für die Single Prisoner - 2024: für die Single Without You (Remix) - 2024: für die Single Angels Like You - 2025: für die Single The Climb - Vereinigte Staaten - 2020: für die Single Nothing Breaks Like a Heart - 2023: für die Single He Could Be the One - 2023: für die Single Hoedown Throwdown - 2023: für die Single Nobody’s Perfect - 2023: für das Lied Rock Star - 2023: für die Single The Best of Both Worlds - 2023: für die Single Prisoner - 2023: für das Lied Do My Thang - 2023: für das Lied Butterfly Fly Away - 2024: für das Lied If We Were a Movie - 2025: für die Single Angels Like You - 2025: für das Album Endless Summer Vacation - 2025: für die Single Used to Be Young - Vereinigtes Königreich - 2010: für das Album Breakout - 2013: für die Single Everybody Hurts - 2020: für die Single Feelin’ Myself - 2022: für die Single Prisoner - Deutschland - 2024: für die Single Flowers - Mexiko - 2019: für das Album Bangerz - 2020: für die Single Nothing Breaks Like a Heart - 2023: für die Single Angels Like You | - Australien - 2023: für die Single Adore You - 2023: für die Single Mother’s Daughter - 2023: für die Single Prisoner - 2024: für die Single 7 Things - 2024: für die Single Can’t Be Tamed - Brasilien - 2023: für die Single Heart of Glass - 2023: für die Single Slide Away - 2024: für die Single Party in the U.S.A. - Dänemark - 2022: für die Single Without You (Remix) - 2024: für die Single Party in the U.S.A. - Irland - 2006: für das Album Hannah Montana - Italien - 2014: für die Single Wrecking Ball - Kanada - 2007: für das Album Hannah Montana 2: Meet Miley Cyrus - 2017: für das Album Bangerz - 2019: für die Single Nothing Breaks Like a Heart - 2025: für das Album Endless Summer Vacation - Neuseeland - 2018: für das Album Hannah Montana: The Movie - 2022: für das Album The Time of Our Lives - 2022: für das Album Bangerz - 2023: für das Album Breakout - 2023: für die Single Slide Away - Polen - 2021: für die Single Midnight Sky - 2023: für das Album Plastic Hearts - Portugal - 2013: für das Album Bangerz - 2022: für die Single Prisoner - Spanien - 2024: für die Single Nothing Breaks Like a Heart - 2024: für die Single Wrecking Ball - 2024: für die Single Malibu - 2025: für die Single We Can’t Stop - Vereinigte Staaten - 2010: für die Single Just Stand Up! - 2011: für das Album Hannah Montana: The Movie - 2019: für die Single Malibu - 2023: für die Single 7 Things - 2023: für die Single Can’t Be Tamed - 2023: für die Single Midnight Sky - 2023: für das Album Breakout - Vereinigtes Königreich - 2013: für das Videoalbum Best of Both Worlds Concert - 2022: für die Single Nothing Breaks Like a Heart - 2022: für die Single Wrecking Ball - 2023: für die Single Midnight Sky - 2023: für die Single We Can’t Stop - 2025: für die Single Malibu - 2025: für die Single The Climb - Mexiko - 2022: für die Single Malibu - 2025: für die Single Wrecking Ball - Australien - 2023: für die Single Midnight Sky - 2023: für die Single Slide Away - 2024: für die Single See You Again - 2024: für die Single When I Look at You - Belgien - 2023: für die Single Flowers - Brasilien - 2021: für das Album Bangerz - 2023: für das Album Plastic Hearts - 2023: für die Single Mother’s Daughter - 2024: für die Single 23 - 2024: für das Album Endless Summer Vacation - Dänemark - 2024: für die Single Flowers - Griechenland - 2023: für die Single Flowers - Kanada - 2010: für die Single The Climb - 2019: für die Single Malibu - Neuseeland - 2022: für die Single Malibu - 2024: für die Single Wrecking Ball - 2024: für die Single Nothing Breaks Like a Heart - 2024: für die Single The Climb - Norwegen - 2020: für die Single Party in the U.S.A. - 2021: für die Single Without You (Remix) - Polen - 2020: für die Single Mother’s Daughter - 2024: für das Album Endless Summer Vacation - Schweden - 2014: für die Single We Can’t Stop - 2014: für die Single Wrecking Ball - 2023: für die Single Flowers - Vereinigte Staaten - 2007: für das Album Hannah Montana - 2018: für das Album Bangerz - 2023: für die Single See You Again - 2023: für die Single When I Look at You - 2023: für die Single Adore You - 2023: für das Album The Time of Our Lives - Italien - 2024: für die Single Flowers - Kanada - 2010: für die Single Party in the U.S.A. - 2014: für die Single We Can’t Stop - 2014: für die Single Wrecking Ball - Neuseeland - 2025: für die Single We Can’t Stop - Norwegen - 2020: für das Album Bangerz - 2021: für die Single Malibu - Polen - 2020: für die Single Nothing Breaks Like a Heart - Vereinigte Staaten - 2022: für die Single 23 - 2023: für das Album Hannah Montana 2: Meet Miley Cyrus - Vereinigtes Königreich - 2025: für die Single Party in the U.S.A. - 2025: für die Single Flowers - Mexiko - 2025: für die Single Flowers - Österreich - 2025: für die Single Flowers - Schweiz - 2024: für die Single Flowers - Australien - 2023: für die Single Nothing Breaks Like a Heart - 2023: für die Single Malibu - Neuseeland - 2025: für die Single Flowers - Portugal - 2024: für die Single Flowers - Spanien - 2024: für die Single Flowers - Australien - 2023: für die Single We Can’t Stop - 2024: für die Single The Climb - Norwegen - 2020: für die Single We Can’t Stop - Vereinigte Staaten - 2025: für die Single The Climb - 2025: für die Single Flowers - Australien - 2023: für die Single Wrecking Ball - 2023: für die Single Without You (Remix) - Neuseeland - 2024: für die Single Party in the U.S.A. - Vereinigte Staaten - 2023: für die Single We Can’t Stop - Vereinigte Staaten - 2023: für die Single Wrecking Ball - Australien - 2024: für die Single Flowers - Norwegen - 2014: für die Single Wrecking Ball - Ungarn - 2023: für die Single Flowers - Australien - 2024: für die Single Party in the U.S.A. - Vereinigte Staaten - 2025: für die Single Party in the U.S.A. - Brasilien - 2021: für die Single Nothing Breaks Like a Heart - 2023: für die Single Malibu - 2023: für die Single Midnight Sky - 2023: für die Single Don’t Call Me Angel - Frankreich - 2022: für die Single Nothing Breaks Like a Heart - 2023: für die Single Flowers - Kanada - 2024: für die Single Flowers - Mexiko - 2025: für die Single Wrecking Ball - Polen - 2023: für die Single Flowers - Brasilien - 2023: für die Single Angels Like You - 2023: für die Single We Can’t Stop - 2023: für die Single Wrecking Ball - 2023: für die Single Prisoner - Mexiko - 2025: für die Single Flowers - Brasilien - 2025: für die Single Flowers |

## Auszeichnungen nach Alben

### Hannah Montana
| Land/Region                  | Auszeichnungen für Musikverkäufe (Land/Region, Auszeichnung, Verkäufe) | Verkäufe  |
| ---------------------------- | ---------------------------------------------------------------------- | --------- |
| Argentinien (CAPIF)          | Platin                                                                 | 40.000    |
| Brasilien (PMB)              | Gold                                                                   | 30.000    |
| Irland (IRMA)                | 2× Platin                                                              | 30.000    |
| Kanada (MC)                  | Gold                                                                   | 50.000    |
| Mexiko (AMPROFON)            | Gold                                                                   | 50.000    |
| Vereinigte Staaten (RIAA)    | 3× Platin                                                              | 3.700.000 |
| Vereinigtes Königreich (BPI) | Gold                                                                   | 100.000   |
| Insgesamt                    | 4× Gold · 6× Platin ·                                                  | 4.000.000 |

### Hannah Montana 2: Meet Miley Cyrus
| Land/Region                  | Auszeichnungen für Musikverkäufe (Land/Region, Auszeichnung, Verkäufe) | Verkäufe  |
| ---------------------------- | ---------------------------------------------------------------------- | --------- |
| Australien (ARIA)            | Platin                                                                 | 70.000    |
| Kanada (MC)                  | 2× Platin                                                              | 200.000   |
| Vereinigte Staaten (RIAA)    | 4× Platin                                                              | 4.400.000 |
| Vereinigtes Königreich (BPI) | Gold                                                                   | 100.000   |
| Insgesamt                    | 1× Gold · 7× Platin ·                                                  | 4.770.000 |

### Best of Both Worlds Concert
| Land/Region       | Auszeichnungen für Musikverkäufe (Land/Region, Auszeichnung, Verkäufe) | Verkäufe |
| ----------------- | ---------------------------------------------------------------------- | -------- |
| Australien (ARIA) | Gold                                                                   | 35.000   |
| Brasilien (PMB)   | Gold                                                                   | 30.000   |
| Insgesamt         | 2× Gold ·                                                              | 65.000   |

### Hannah Montana 2: Non-Stop Dance Party
| Land/Region               | Auszeichnungen für Musikverkäufe (Land/Region, Auszeichnung, Verkäufe) | Verkäufe |
| ------------------------- | ---------------------------------------------------------------------- | -------- |
| Brasilien (PMB)           | Gold                                                                   | 30.000   |
| Vereinigte Staaten (RIAA) | —                                                                      | 40.000   |
| Insgesamt                 | 1× Gold ·                                                              | 70.000   |

### Breakout
| Land/Region                  | Auszeichnungen für Musikverkäufe (Land/Region, Auszeichnung, Verkäufe) | Verkäufe  |
| ---------------------------- | ---------------------------------------------------------------------- | --------- |
| Australien (ARIA)            | Platin                                                                 | 70.000    |
| Deutschland (BVMI)           | Gold                                                                   | 100.000   |
| Golf-Kooperationsrat (IFPI)  | Gold                                                                   | 3.000     |
| Irland (IRMA)                | Platin                                                                 | 15.000    |
| Neuseeland (RMNZ)            | 2× Platin                                                              | 30.000    |
| Österreich (IFPI)            | Gold                                                                   | 10.000    |
| Polen (ZPAV)                 | Gold                                                                   | 10.000    |
| Spanien (Promusicae)         | Platin                                                                 | 80.000    |
| Vereinigte Staaten (RIAA)    | 2× Platin                                                              | 2.000.000 |
| Vereinigtes Königreich (BPI) | Platin                                                                 | 300.000   |
| Insgesamt                    | 4× Gold · 8× Platin ·                                                  | 2.618.000 |

### Hannah Montana: The Movie
| Land/Region                  | Auszeichnungen für Musikverkäufe (Land/Region, Auszeichnung, Verkäufe) | Verkäufe  |
| ---------------------------- | ---------------------------------------------------------------------- | --------- |
| Australien (ARIA)            | Platin                                                                 | 70.000    |
| Brasilien (PMB)              | Gold                                                                   | 30.000    |
| Deutschland (BVMI)           | Gold                                                                   | 100.000   |
| Golf-Kooperationsrat (IFPI)  | Platin                                                                 | 6.000     |
| Mexiko (AMPROFON)            | Platin                                                                 | 80.000    |
| Neuseeland (RMNZ)            | 2× Platin                                                              | 30.000    |
| Österreich (IFPI)            | Platin                                                                 | 20.000    |
| Portugal (AFP)               | Platin                                                                 | 20.000    |
| Spanien (Promusicae)         | Gold                                                                   | 30.000    |
| Vereinigte Staaten (RIAA)    | 2× Platin                                                              | 2.000.000 |
| Vereinigtes Königreich (BPI) | Gold                                                                   | 100.000   |
| Insgesamt                    | 4× Gold · 9× Platin ·                                                  | 2.486.000 |

### Hannah Montana 3
| Land/Region               | Auszeichnungen für Musikverkäufe (Land/Region, Auszeichnung, Verkäufe) | Verkäufe |
| ------------------------- | ---------------------------------------------------------------------- | -------- |
| Irland (IRMA)             | Gold                                                                   | 7.500    |
| Portugal (AFP)            | Gold                                                                   | 10.000   |
| Ungarn (MAHASZ)           | Gold                                                                   | 3.000    |
| Vereinigte Staaten (RIAA) | —                                                                      | 251.000  |
| Insgesamt                 | 3× Gold ·                                                              | 271.500  |

### The Time of Our Lives
| Land/Region                  | Auszeichnungen für Musikverkäufe (Land/Region, Auszeichnung, Verkäufe) | Verkäufe  |
| ---------------------------- | ---------------------------------------------------------------------- | --------- |
| Australien (ARIA)            | Gold                                                                   | 35.000    |
| Dänemark (IFPI)              | Gold                                                                   | 10.000    |
| Deutschland (BVMI)           | Gold                                                                   | 100.000   |
| Frankreich (SNEP)            | Gold                                                                   | 50.000    |
| Irland (IRMA)                | Platin                                                                 | 15.000    |
| Neuseeland (RMNZ)            | 2× Platin                                                              | 30.000    |
| Österreich (IFPI)            | Gold                                                                   | 10.000    |
| Singapur (RIAS)              | Gold                                                                   | 5.000     |
| Spanien (Promusicae)         | Platin                                                                 | 80.000    |
| Ungarn (MAHASZ)              | Gold                                                                   | 3.000     |
| Vereinigte Staaten (RIAA)    | 3× Platin                                                              | 3.000.000 |
| Vereinigtes Königreich (BPI) | Gold                                                                   | 100.000   |
| Insgesamt                    | 8× Gold · 7× Platin ·                                                  | 3.438.000 |

### Can’t Be Tamed
| Land/Region                  | Auszeichnungen für Musikverkäufe (Land/Region, Auszeichnung, Verkäufe) | Verkäufe |
| ---------------------------- | ---------------------------------------------------------------------- | -------- |
| Australien (ARIA)            | Gold                                                                   | 35.000   |
| Neuseeland (RMNZ)            | Gold                                                                   | 7.500    |
| Philippinen (PARI)           | Platin                                                                 | 15.000   |
| Polen (ZPAV)                 | Gold                                                                   | 10.000   |
| Portugal (AFP)               | Gold                                                                   | 10.000   |
| Vereinigte Staaten (RIAA)    | Gold                                                                   | 500.000  |
| Vereinigtes Königreich (BPI) | Silber                                                                 | 60.000   |
| Insgesamt                    | 1× Silber · 5× Gold · 1× Platin ·                                      | 637.500  |

### Hannah Montana Forever
| Land/Region                  | Auszeichnungen für Musikverkäufe (Land/Region, Auszeichnung, Verkäufe) | Verkäufe |
| ---------------------------- | ---------------------------------------------------------------------- | -------- |
| Brasilien (PMB)              | Gold                                                                   | 20.000   |
| Portugal (AFP)               | Platin                                                                 | 20.000   |
| Vereinigte Staaten (RIAA)    | Gold                                                                   | 500.000  |
| Vereinigtes Königreich (BPI) | Silber                                                                 | 60.000   |
| Insgesamt                    | 1× Silber · 2× Gold · 1× Platin ·                                      | 600.000  |

### Best of Hannah Montana
| Land/Region                  | Auszeichnungen für Musikverkäufe (Land/Region, Auszeichnung, Verkäufe) | Verkäufe |
| ---------------------------- | ---------------------------------------------------------------------- | -------- |
| Vereinigtes Königreich (BPI) | Silber                                                                 | 60.000   |
| Insgesamt                    | 1× Silber ·                                                            | 60.000   |

### Bangerz
| Land/Region                  | Auszeichnungen für Musikverkäufe (Land/Region, Auszeichnung, Verkäufe) | Verkäufe  |
| ---------------------------- | ---------------------------------------------------------------------- | --------- |
| Australien (ARIA)            | Platin                                                                 | 70.000    |
| Brasilien (PMB)              | 3× Platin                                                              | 120.000   |
| Dänemark (IFPI)              | Platin                                                                 | 20.000    |
| Italien (FIMI)               | Gold                                                                   | 25.000    |
| Kanada (MC)                  | 2× Platin                                                              | 160.000   |
| Mexiko (AMPROFON)            | 3× Gold                                                                | 90.000    |
| Neuseeland (RMNZ)            | 2× Platin                                                              | 30.000    |
| Norwegen (IFPI)              | 4× Platin                                                              | 80.000    |
| Österreich (IFPI)            | Gold                                                                   | 7.500     |
| Peru (UNIMPRO)               | Platin                                                                 | 6.000     |
| Polen (ZPAV)                 | Platin                                                                 | 20.000    |
| Portugal (AFP)               | 2× Platin                                                              | 30.000    |
| Schweden (IFPI)              | Platin                                                                 | 40.000    |
| Spanien (Promusicae)         | Gold                                                                   | 20.000    |
| Vereinigte Staaten (RIAA)    | 3× Platin                                                              | 3.000.000 |
| Vereinigtes Königreich (BPI) | Gold                                                                   | 100.000   |
| Insgesamt                    | 5× Gold · 22× Platin ·                                                 | 3.818.500 |

### Younger Now
| Land/Region               | Auszeichnungen für Musikverkäufe (Land/Region, Auszeichnung, Verkäufe) | Verkäufe |
| ------------------------- | ---------------------------------------------------------------------- | -------- |
| Brasilien (PMB)           | Gold                                                                   | 20.000   |
| Kanada (MC)               | Gold                                                                   | 40.000   |
| Mexiko (AMPROFON)         | Gold                                                                   | 30.000   |
| Neuseeland (RMNZ)         | Platin                                                                 | 15.000   |
| Norwegen (IFPI)           | Platin                                                                 | 20.000   |
| Polen (ZPAV)              | Gold                                                                   | 10.000   |
| Vereinigte Staaten (RIAA) | Gold                                                                   | 500.000  |
| Insgesamt                 | 5× Gold · 2× Platin ·                                                  | 635.000  |

### She Is Coming
| Land/Region     | Auszeichnungen für Musikverkäufe (Land/Region, Auszeichnung, Verkäufe) | Verkäufe |
| --------------- | ---------------------------------------------------------------------- | -------- |
| Brasilien (PMB) | Gold                                                                   | 20.000   |
| Polen (ZPAV)    | Gold                                                                   | 10.000   |
| Insgesamt       | 2× Gold ·                                                              | 30.000   |

### Plastic Hearts
| Land/Region                  | Auszeichnungen für Musikverkäufe (Land/Region, Auszeichnung, Verkäufe) | Verkäufe |
| ---------------------------- | ---------------------------------------------------------------------- | -------- |
| Australien (ARIA)            | Gold                                                                   | 35.000   |
| Brasilien (PMB)              | 3× Platin                                                              | 120.000  |
| Dänemark (IFPI)              | Platin                                                                 | 20.000   |
| Frankreich (SNEP)            | Gold                                                                   | 50.000   |
| Italien (FIMI)               | Gold                                                                   | 25.000   |
| Neuseeland (RMNZ)            | Platin                                                                 | 15.000   |
| Norwegen (IFPI)              | Gold                                                                   | 10.000   |
| Polen (ZPAV)                 | 2× Platin                                                              | 40.000   |
| Schweiz (IFPI)               | Gold                                                                   | 10.000   |
| Spanien (Promusicae)         | Gold                                                                   | 20.000   |
| Vereinigtes Königreich (BPI) | Gold                                                                   | 100.000  |
| Insgesamt                    | 7× Gold · 7× Platin ·                                                  | 445.000  |

### Endless Summer Vacation
| Land/Region                  | Auszeichnungen für Musikverkäufe (Land/Region, Auszeichnung, Verkäufe) | Verkäufe  |
| ---------------------------- | ---------------------------------------------------------------------- | --------- |
| Belgien (BRMA)               | Platin                                                                 | 20.000    |
| Brasilien (PMB)              | 3× Platin                                                              | 120.000   |
| Dänemark (IFPI)              | Platin                                                                 | 20.000    |
| Frankreich (SNEP)            | Gold                                                                   | 50.000    |
| Italien (FIMI)               | Gold                                                                   | 25.000    |
| Kanada (MC)                  | 2× Platin                                                              | 160.000   |
| Mexiko (AMPROFON)            | Gold                                                                   | 70.000    |
| Neuseeland (RMNZ)            | Platin                                                                 | 15.000    |
| Polen (ZPAV)                 | 3× Platin                                                              | 60.000    |
| Schweden (IFPI)              | Gold                                                                   | 15.000    |
| Schweiz (IFPI)               | Gold                                                                   | 10.000    |
| Spanien (Promusicae)         | Gold                                                                   | 20.000    |
| Vereinigte Staaten (RIAA)    | Platin                                                                 | 1.000.000 |
| Vereinigtes Königreich (BPI) | Gold                                                                   | 100.000   |
| Insgesamt                    | 7× Gold · 12× Platin ·                                                 | 1.685.000 |

## Auszeichnungen nach Singles

### The Best of Both Worlds
| Land/Region               | Auszeichnungen für Musikverkäufe (Land/Region, Auszeichnung, Verkäufe) | Verkäufe  |
| ------------------------- | ---------------------------------------------------------------------- | --------- |
| Vereinigte Staaten (RIAA) | Platin                                                                 | 1.000.000 |
| Insgesamt                 | 1× Platin ·                                                            | 1.000.000 |

### Who Said
| Land/Region               | Auszeichnungen für Musikverkäufe (Land/Region, Auszeichnung, Verkäufe) | Verkäufe |
| ------------------------- | ---------------------------------------------------------------------- | -------- |
| Vereinigte Staaten (RIAA) | Gold                                                                   | 500.000  |
| Insgesamt                 | 1× Gold ·                                                              | 500.000  |

### Nobody’s Perfect
| Land/Region               | Auszeichnungen für Musikverkäufe (Land/Region, Auszeichnung, Verkäufe) | Verkäufe  |
| ------------------------- | ---------------------------------------------------------------------- | --------- |
| Vereinigte Staaten (RIAA) | Platin                                                                 | 1.000.000 |
| Insgesamt                 | 1× Platin ·                                                            | 1.000.000 |

### Life’s What You Make It
| Land/Region               | Auszeichnungen für Musikverkäufe (Land/Region, Auszeichnung, Verkäufe) | Verkäufe |
| ------------------------- | ---------------------------------------------------------------------- | -------- |
| Vereinigte Staaten (RIAA) | Gold                                                                   | 500.000  |
| Insgesamt                 | 1× Gold ·                                                              | 500.000  |

### See You Again
| Land/Region                  | Auszeichnungen für Musikverkäufe (Land/Region, Auszeichnung, Verkäufe) | Verkäufe  |
| ---------------------------- | ---------------------------------------------------------------------- | --------- |
| Australien (ARIA)            | 3× Platin                                                              | 210.000   |
| Neuseeland (RMNZ)            | Platin                                                                 | 30.000    |
| Vereinigte Staaten (RIAA)    | 3× Platin                                                              | 3.000.000 |
| Vereinigtes Königreich (BPI) | Silber                                                                 | 257.000   |
| Insgesamt                    | 1× Silber · 7× Platin ·                                                | 3.497.000 |

### Start All Over
| Land/Region               | Auszeichnungen für Musikverkäufe (Land/Region, Auszeichnung, Verkäufe) | Verkäufe |
| ------------------------- | ---------------------------------------------------------------------- | -------- |
| Vereinigte Staaten (RIAA) | Gold                                                                   | 500.000  |
| Insgesamt                 | 1× Gold ·                                                              | 500.000  |

### 7 Things
| Land/Region                  | Auszeichnungen für Musikverkäufe (Land/Region, Auszeichnung, Verkäufe) | Verkäufe  |
| ---------------------------- | ---------------------------------------------------------------------- | --------- |
| Australien (ARIA)            | 2× Platin                                                              | 140.000   |
| Neuseeland (RMNZ)            | Gold                                                                   | 7.500     |
| Vereinigte Staaten (RIAA)    | 2× Platin                                                              | 2.000.000 |
| Vereinigtes Königreich (BPI) | Silber                                                                 | 200.000   |
| Insgesamt                    | 1× Silber · 1× Gold · 4× Platin ·                                      | 2.347.500 |

### Just Stand Up!
| Land/Region               | Auszeichnungen für Musikverkäufe (Land/Region, Auszeichnung, Verkäufe) | Verkäufe  |
| ------------------------- | ---------------------------------------------------------------------- | --------- |
| Vereinigte Staaten (RIAA) | 2× Platin                                                              | 2.000.000 |
| Insgesamt                 | 2× Platin ·                                                            | 2.000.000 |

### The Climb
| Land/Region                  | Auszeichnungen für Musikverkäufe (Land/Region, Auszeichnung, Verkäufe) | Verkäufe  |
| ---------------------------- | ---------------------------------------------------------------------- | --------- |
| Australien (ARIA)            | 7× Platin                                                              | 490.000   |
| Brasilien (PMB)              | Platin                                                                 | 60.000    |
| Dänemark (IFPI)              | Platin                                                                 | 90.000    |
| Deutschland (BVMI)           | Gold                                                                   | 150.000   |
| Kanada (MC)                  | 3× Platin                                                              | 120.000   |
| Neuseeland (RMNZ)            | 3× Platin                                                              | 90.000    |
| Spanien (Promusicae)         | Platin                                                                 | 60.000    |
| Vereinigte Staaten (RIAA)    | 7× Platin                                                              | 7.000.000 |
| Vereinigtes Königreich (BPI) | 2× Platin                                                              | 1.200.000 |
| Insgesamt                    | 1× Gold · 25× Platin ·                                                 | 9.260.000 |

### Fly on the Wall
| Land/Region               | Auszeichnungen für Musikverkäufe (Land/Region, Auszeichnung, Verkäufe) | Verkäufe |
| ------------------------- | ---------------------------------------------------------------------- | -------- |
| Australien (ARIA)         | Gold                                                                   | 35.000   |
| Vereinigte Staaten (RIAA) | Gold                                                                   | 500.000  |
| Insgesamt                 | 2× Gold ·                                                              | 535.000  |

### Hoedown Throwdown
| Land/Region                  | Auszeichnungen für Musikverkäufe (Land/Region, Auszeichnung, Verkäufe) | Verkäufe  |
| ---------------------------- | ---------------------------------------------------------------------- | --------- |
| Australien (ARIA)            | Platin                                                                 | 70.000    |
| Neuseeland (RMNZ)            | Gold                                                                   | 7.500     |
| Vereinigte Staaten (RIAA)    | Platin                                                                 | 1.300.000 |
| Vereinigtes Königreich (BPI) | Silber                                                                 | 200.000   |
| Insgesamt                    | 1× Silber · 1× Gold · 2× Platin ·                                      | 1.577.500 |

### Let’s Get Crazy
| Land/Region               | Auszeichnungen für Musikverkäufe (Land/Region, Auszeichnung, Verkäufe) | Verkäufe |
| ------------------------- | ---------------------------------------------------------------------- | -------- |
| Vereinigte Staaten (RIAA) | Gold                                                                   | 500.000  |
| Insgesamt                 | 1× Gold ·                                                              | 500.000  |

### He Could Be the One
| Land/Region               | Auszeichnungen für Musikverkäufe (Land/Region, Auszeichnung, Verkäufe) | Verkäufe  |
| ------------------------- | ---------------------------------------------------------------------- | --------- |
| Vereinigte Staaten (RIAA) | Platin                                                                 | 1.000.000 |
| Insgesamt                 | 1× Platin ·                                                            | 1.000.000 |

### Party in the U.S.A.
| Land/Region                  | Auszeichnungen für Musikverkäufe (Land/Region, Auszeichnung, Verkäufe) | Verkäufe   |
| ---------------------------- | ---------------------------------------------------------------------- | ---------- |
| Australien (ARIA)            | 14× Platin                                                             | 980.000    |
| Brasilien (PMB)              | 2× Platin                                                              | 120.000    |
| Dänemark (IFPI)              | 2× Platin                                                              | 180.000    |
| Deutschland (BVMI)           | Platin                                                                 | 300.000    |
| Italien (FIMI)               | Platin                                                                 | 100.000    |
| Japan (RIAJ)                 | Gold                                                                   | 100.000    |
| Kanada (MC)                  | 4× Platin                                                              | 160.000    |
| Neuseeland (RMNZ)            | 8× Platin                                                              | 240.000    |
| Norwegen (IFPI)              | 3× Platin                                                              | 180.000    |
| Spanien (Promusicae)         | Platin                                                                 | 60.000     |
| Vereinigte Staaten (RIAA)    | 15× Platin                                                             | 15.000.000 |
| Vereinigtes Königreich (BPI) | 4× Platin                                                              | 2.440.000  |
| Insgesamt                    | 1× Gold · 45× Platin · 1× Diamant ·                                    | 19.860.000 |

### Everybody Hurts
| Land/Region                  | Auszeichnungen für Musikverkäufe (Land/Region, Auszeichnung, Verkäufe) | Verkäufe |
| ---------------------------- | ---------------------------------------------------------------------- | -------- |
| Vereinigtes Königreich (BPI) | Platin                                                                 | 600.000  |
| Insgesamt                    | 1× Platin ·                                                            | 600.000  |

### We Are the World 25 for Haiti
| Land/Region               | Auszeichnungen für Musikverkäufe (Land/Region, Auszeichnung, Verkäufe) | Verkäufe |
| ------------------------- | ---------------------------------------------------------------------- | -------- |
| Vereinigte Staaten (RIAA) | —                                                                      | 267.000  |
| Insgesamt                 | —                                                                      | 267.000  |

### When I Look at You
| Land/Region                  | Auszeichnungen für Musikverkäufe (Land/Region, Auszeichnung, Verkäufe) | Verkäufe  |
| ---------------------------- | ---------------------------------------------------------------------- | --------- |
| Australien (ARIA)            | 3× Platin                                                              | 210.000   |
| Brasilien (PMB)              | Gold                                                                   | 30.000    |
| Dänemark (IFPI)              | Gold                                                                   | 45.000    |
| Deutschland (BVMI)           | Gold                                                                   | 150.000   |
| Neuseeland (RMNZ)            | Platin                                                                 | 30.000    |
| Norwegen (IFPI)              | Platin                                                                 | 60.000    |
| Spanien (Promusicae)         | Gold                                                                   | 30.000    |
| Vereinigte Staaten (RIAA)    | 3× Platin                                                              | 3.000.000 |
| Vereinigtes Königreich (BPI) | Gold                                                                   | 400.000   |
| Insgesamt                    | 5× Gold · 8× Platin ·                                                  | 3.955.000 |

### Can’t Be Tamed
| Land/Region                  | Auszeichnungen für Musikverkäufe (Land/Region, Auszeichnung, Verkäufe) | Verkäufe  |
| ---------------------------- | ---------------------------------------------------------------------- | --------- |
| Australien (ARIA)            | 2× Platin                                                              | 140.000   |
| Brasilien (PMB)              | Gold                                                                   | 30.000    |
| Vereinigte Staaten (RIAA)    | 2× Platin                                                              | 2.000.000 |
| Vereinigtes Königreich (BPI) | Silber                                                                 | 210.000   |
| Insgesamt                    | 1× Silber · 1× Gold · 4× Platin ·                                      | 2.380.000 |

### Ordinary Girl
| Land/Region               | Auszeichnungen für Musikverkäufe (Land/Region, Auszeichnung, Verkäufe) | Verkäufe |
| ------------------------- | ---------------------------------------------------------------------- | -------- |
| Vereinigte Staaten (RIAA) | Gold                                                                   | 500.000  |
| Insgesamt                 | 1× Gold ·                                                              | 500.000  |

### Who Owns My Heart
| Land/Region               | Auszeichnungen für Musikverkäufe (Land/Region, Auszeichnung, Verkäufe) | Verkäufe |
| ------------------------- | ---------------------------------------------------------------------- | -------- |
| Australien (ARIA)         | Gold                                                                   | 35.000   |
| Vereinigte Staaten (RIAA) | Gold                                                                   | 500.000  |
| Insgesamt                 | 2× Gold ·                                                              | 535.000  |

### Gonna Get This
| Land/Region               | Auszeichnungen für Musikverkäufe (Land/Region, Auszeichnung, Verkäufe) | Verkäufe |
| ------------------------- | ---------------------------------------------------------------------- | -------- |
| Vereinigte Staaten (RIAA) | Gold                                                                   | 500.000  |
| Insgesamt                 | 1× Gold ·                                                              | 500.000  |

### Fall Down
| Land/Region       | Auszeichnungen für Musikverkäufe (Land/Region, Auszeichnung, Verkäufe) | Verkäufe |
| ----------------- | ---------------------------------------------------------------------- | -------- |
| Australien (ARIA) | Platin                                                                 | 70.000   |
| Neuseeland (RMNZ) | Platin                                                                 | 15.000   |
| Schweden (IFPI)   | Gold                                                                   | 20.000   |
| Insgesamt         | 1× Gold · 2× Platin ·                                                  | 105.000  |

### We Can’t Stop
| Land/Region                  | Auszeichnungen für Musikverkäufe (Land/Region, Auszeichnung, Verkäufe) | Verkäufe   |
| ---------------------------- | ---------------------------------------------------------------------- | ---------- |
| Australien (ARIA)            | 7× Platin                                                              | 490.000    |
| Brasilien (PMB)              | 2× Diamant                                                             | 320.000    |
| Deutschland (BVMI)           | Gold                                                                   | 150.000    |
| Italien (FIMI)               | Platin                                                                 | 30.000     |
| Kanada (MC)                  | 4× Platin                                                              | 320.000    |
| Mexiko (AMPROFON)            | Platin                                                                 | 60.000     |
| Neuseeland (RMNZ)            | 4× Platin                                                              | 120.000    |
| Norwegen (IFPI)              | 7× Platin                                                              | 420.000    |
| Österreich (IFPI)            | Gold                                                                   | 15.000     |
| Schweden (IFPI)              | 3× Platin                                                              | 120.000    |
| Schweiz (IFPI)               | Gold                                                                   | 15.000     |
| Spanien (Promusicae)         | 2× Platin                                                              | 120.000    |
| Vereinigte Staaten (RIAA)    | 8× Platin                                                              | 8.000.000  |
| Vereinigtes Königreich (BPI) | 2× Platin                                                              | 1.200.000  |
| Insgesamt                    | 3× Gold · 39× Platin · 2× Diamant ·                                    | 11.380.000 |

### Wrecking Ball
| Land/Region                  | Auszeichnungen für Musikverkäufe (Land/Region, Auszeichnung, Verkäufe) | Verkäufe   |
| ---------------------------- | ---------------------------------------------------------------------- | ---------- |
| Australien (ARIA)            | 8× Platin                                                              | 560.000    |
| Belgien (BRMA)               | Gold                                                                   | 15.000     |
| Brasilien (PMB)              | 2× Diamant                                                             | 320.000    |
| Dänemark (IFPI)              | Gold                                                                   | 15.000     |
| Deutschland (BVMI)           | Platin                                                                 | 300.000    |
| Finnland (IFPI)              | —                                                                      | 60.394     |
| Frankreich (SNEP)            | —                                                                      | 88.200     |
| Italien (FIMI)               | 2× Platin                                                              | 60.000     |
| Kanada (MC)                  | 4× Platin                                                              | 320.000    |
| Mexiko (AMPROFON)            | Diamant · + 5× Gold                                                    | 450.000    |
| Neuseeland (RMNZ)            | 3× Platin                                                              | 90.000     |
| Niederlande (NVPI)           | Platin                                                                 | 20.000     |
| Norwegen (IFPI)              | 11× Platin                                                             | 110.000    |
| Österreich (IFPI)            | Gold                                                                   | 15.000     |
| Portugal (AFP)               | Gold                                                                   | 5.000      |
| Schweden (IFPI)              | 3× Platin                                                              | 120.000    |
| Schweiz (IFPI)               | Platin                                                                 | 30.000     |
| Spanien (Promusicae)         | 2× Platin                                                              | 120.000    |
| Vereinigte Staaten (RIAA)    | 9× Platin                                                              | 9.000.000  |
| Vereinigtes Königreich (BPI) | 2× Platin                                                              | 1.660.000  |
| Insgesamt                    | 5× Gold · 49× Platin · 3× Diamant ·                                    | 13.358.594 |

### 23
| Land/Region                  | Auszeichnungen für Musikverkäufe (Land/Region, Auszeichnung, Verkäufe) | Verkäufe  |
| ---------------------------- | ---------------------------------------------------------------------- | --------- |
| Brasilien (PMB)              | 3× Platin                                                              | 180.000   |
| Deutschland (BVMI)           | Gold                                                                   | 150.000   |
| Schweden (IFPI)              | Gold                                                                   | 20.000    |
| Vereinigte Staaten (RIAA)    | 4× Platin                                                              | 4.000.000 |
| Vereinigtes Königreich (BPI) | Silber                                                                 | 200.000   |
| Insgesamt                    | 1× Silber · 2× Gold · 7× Platin ·                                      | 4.550.000 |

### Real and True
| Land/Region               | Auszeichnungen für Musikverkäufe (Land/Region, Auszeichnung, Verkäufe) | Verkäufe |
| ------------------------- | ---------------------------------------------------------------------- | -------- |
| Vereinigte Staaten (RIAA) | Gold                                                                   | 500.000  |
| Insgesamt                 | 1× Gold ·                                                              | 500.000  |

### Feelin’ Myself
| Land/Region                  | Auszeichnungen für Musikverkäufe (Land/Region, Auszeichnung, Verkäufe) | Verkäufe |
| ---------------------------- | ---------------------------------------------------------------------- | -------- |
| Brasilien (PMB)              | Gold                                                                   | 30.000   |
| Neuseeland (RMNZ)            | Platin                                                                 | 15.000   |
| Schweden (IFPI)              | Gold                                                                   | 20.000   |
| Vereinigtes Königreich (BPI) | Platin                                                                 | 600.000  |
| Insgesamt                    | 2× Gold · 2× Platin ·                                                  | 665.000  |

### Adore You
| Land/Region                  | Auszeichnungen für Musikverkäufe (Land/Region, Auszeichnung, Verkäufe) | Verkäufe  |
| ---------------------------- | ---------------------------------------------------------------------- | --------- |
| Australien (ARIA)            | 2× Platin                                                              | 140.000   |
| Brasilien (PMB)              | Platin                                                                 | 40.000    |
| Kanada (MC)                  | Platin                                                                 | 80.000    |
| Neuseeland (RMNZ)            | Platin                                                                 | 30.000    |
| Norwegen (IFPI)              | Gold                                                                   | 30.000    |
| Schweden (IFPI)              | Gold                                                                   | 20.000    |
| Vereinigte Staaten (RIAA)    | 3× Platin                                                              | 3.000.000 |
| Vereinigtes Königreich (BPI) | Gold                                                                   | 400.000   |
| Insgesamt                    | 3× Gold · 8× Platin ·                                                  | 3.740.000 |

### Come Get It Bae
| Land/Region               | Auszeichnungen für Musikverkäufe (Land/Region, Auszeichnung, Verkäufe) | Verkäufe |
| ------------------------- | ---------------------------------------------------------------------- | -------- |
| Kanada (MC)               | Platin                                                                 | 80.000   |
| Neuseeland (RMNZ)         | Gold                                                                   | 7.500    |
| Vereinigte Staaten (RIAA) | Gold                                                                   | 500.000  |
| Insgesamt                 | 2× Gold · 1× Platin ·                                                  | 587.500  |

### Malibu
| Land/Region                  | Auszeichnungen für Musikverkäufe (Land/Region, Auszeichnung, Verkäufe) | Verkäufe  |
| ---------------------------- | ---------------------------------------------------------------------- | --------- |
| Australien (ARIA)            | 6× Platin                                                              | 420.000   |
| Belgien (BRMA)               | Gold                                                                   | 15.000    |
| Brasilien (PMB)              | Diamant                                                                | 160.000   |
| Dänemark (IFPI)              | Platin                                                                 | 90.000    |
| Deutschland (BVMI)           | Gold                                                                   | 200.000   |
| Frankreich (SNEP)            | Gold                                                                   | 100.000   |
| Italien (FIMI)               | Platin                                                                 | 50.000    |
| Kanada (MC)                  | 3× Platin                                                              | 240.000   |
| Mexiko (AMPROFON)            | 5× Gold                                                                | 150.000   |
| Neuseeland (RMNZ)            | 3× Platin                                                              | 90.000    |
| Norwegen (IFPI)              | 4× Platin                                                              | 240.000   |
| Österreich (IFPI)            | Platin                                                                 | 30.000    |
| Peru (UNIMPRO)               | Gold                                                                   | 3.000     |
| Polen (ZPAV)                 | Platin                                                                 | 20.000    |
| Portugal (AFP)               | Gold                                                                   | 5.000     |
| Schweden (IFPI)              | Platin                                                                 | 40.000    |
| Schweiz (IFPI)               | Platin                                                                 | 20.000    |
| Spanien (Promusicae)         | 2× Platin                                                              | 120.000   |
| Vereinigte Staaten (RIAA)    | 2× Platin                                                              | 2.000.000 |
| Vereinigtes Königreich (BPI) | 2× Platin                                                              | 1.200.000 |
| Insgesamt                    | 5× Gold · 31× Platin · 1× Diamant ·                                    | 5.193.000 |

### Younger Now
| Land/Region       | Auszeichnungen für Musikverkäufe (Land/Region, Auszeichnung, Verkäufe) | Verkäufe |
| ----------------- | ---------------------------------------------------------------------- | -------- |
| Australien (ARIA) | Gold                                                                   | 35.000   |
| Brasilien (PMB)   | Gold                                                                   | 20.000   |
| Norwegen (IFPI)   | Gold                                                                   | 30.000   |
| Insgesamt         | 3× Gold ·                                                              | 85.000   |

### Nothing Breaks Like a Heart
| Land/Region                  | Auszeichnungen für Musikverkäufe (Land/Region, Auszeichnung, Verkäufe) | Verkäufe  |
| ---------------------------- | ---------------------------------------------------------------------- | --------- |
| Australien (ARIA)            | 6× Platin                                                              | 420.000   |
| Belgien (BRMA)               | Gold                                                                   | 20.000    |
| Brasilien (PMB)              | Diamant                                                                | 160.000   |
| Dänemark (IFPI)              | Platin                                                                 | 90.000    |
| Deutschland (BVMI)           | Platin                                                                 | 400.000   |
| Frankreich (SNEP)            | Diamant                                                                | 333.333   |
| Irland (IRMA)                | Platin                                                                 | 15.000    |
| Italien (FIMI)               | Platin                                                                 | 50.000    |
| Kanada (MC)                  | 2× Platin                                                              | 160.000   |
| Mexiko (AMPROFON)            | 3× Gold                                                                | 90.000    |
| Neuseeland (RMNZ)            | 3× Platin                                                              | 90.000    |
| Norwegen (IFPI)              | Platin                                                                 | 60.000    |
| Österreich (IFPI)            | Platin                                                                 | 30.000    |
| Polen (ZPAV)                 | 4× Platin                                                              | 80.000    |
| Portugal (AFP)               | Gold                                                                   | 5.000     |
| Schweden (IFPI)              | Gold                                                                   | 40.000    |
| Schweiz (IFPI)               | Platin                                                                 | 20.000    |
| Spanien (Promusicae)         | 2× Platin                                                              | 120.000   |
| Vereinigte Staaten (RIAA)    | Platin                                                                 | 1.000.000 |
| Vereinigtes Königreich (BPI) | 2× Platin                                                              | 1.610.000 |
| Insgesamt                    | 4× Gold · 27× Platin · 2× Diamant ·                                    | 4.793.333 |

### Mother’s Daughter
| Land/Region                  | Auszeichnungen für Musikverkäufe (Land/Region, Auszeichnung, Verkäufe) | Verkäufe |
| ---------------------------- | ---------------------------------------------------------------------- | -------- |
| Australien (ARIA)            | 2× Platin                                                              | 140.000  |
| Brasilien (PMB)              | 3× Platin                                                              | 120.000  |
| Kanada (MC)                  | Platin                                                                 | 80.000   |
| Neuseeland (RMNZ)            | Platin                                                                 | 30.000   |
| Polen (ZPAV)                 | 3× Platin                                                              | 60.000   |
| Vereinigtes Königreich (BPI) | Silber                                                                 | 200.000  |
| Insgesamt                    | 1× Silber · 10× Platin ·                                               | 630.000  |

### Slide Away
| Land/Region                  | Auszeichnungen für Musikverkäufe (Land/Region, Auszeichnung, Verkäufe) | Verkäufe |
| ---------------------------- | ---------------------------------------------------------------------- | -------- |
| Australien (ARIA)            | 3× Platin                                                              | 210.000  |
| Brasilien (PMB)              | 2× Platin                                                              | 80.000   |
| Dänemark (IFPI)              | Gold                                                                   | 45.000   |
| Kanada (MC)                  | Gold                                                                   | 40.000   |
| Mexiko (AMPROFON)            | Gold                                                                   | 30.000   |
| Neuseeland (RMNZ)            | 2× Platin                                                              | 60.000   |
| Norwegen (IFPI)              | Gold                                                                   | 30.000   |
| Polen (ZPAV)                 | Gold                                                                   | 25.000   |
| Vereinigtes Königreich (BPI) | Silber                                                                 | 200.000  |
| Insgesamt                    | 1× Silber · 5× Gold · 7× Platin ·                                      | 720.000  |

### Don’t Call Me Angel
| Land/Region                  | Auszeichnungen für Musikverkäufe (Land/Region, Auszeichnung, Verkäufe) | Verkäufe |
| ---------------------------- | ---------------------------------------------------------------------- | -------- |
| Australien (ARIA)            | Platin                                                                 | 70.000   |
| Brasilien (PMB)              | Diamant                                                                | 160.000  |
| Kanada (MC)                  | Platin                                                                 | 80.000   |
| Norwegen (IFPI)              | Gold                                                                   | 30.000   |
| Polen (ZPAV)                 | Platin                                                                 | 20.000   |
| Portugal (AFP)               | Gold                                                                   | 5.000    |
| Vereinigtes Königreich (BPI) | Gold                                                                   | 400.000  |
| Insgesamt                    | 3× Gold · 3× Platin · 1× Diamant ·                                     | 765.000  |

### Midnight Sky
| Land/Region                  | Auszeichnungen für Musikverkäufe (Land/Region, Auszeichnung, Verkäufe) | Verkäufe  |
| ---------------------------- | ---------------------------------------------------------------------- | --------- |
| Australien (ARIA)            | 3× Platin                                                              | 210.000   |
| Belgien (BRMA)               | Gold                                                                   | 20.000    |
| Brasilien (PMB)              | Diamant                                                                | 160.000   |
| Dänemark (IFPI)              | Platin                                                                 | 90.000    |
| Deutschland (BVMI)           | Gold                                                                   | 200.000   |
| Frankreich (SNEP)            | Gold                                                                   | 100.000   |
| Italien (FIMI)               | Gold                                                                   | 35.000    |
| Mexiko (AMPROFON)            | Gold                                                                   | 30.000    |
| Norwegen (IFPI)              | Platin                                                                 | 60.000    |
| Österreich (IFPI)            | Platin                                                                 | 30.000    |
| Polen (ZPAV)                 | 2× Platin                                                              | 40.000    |
| Portugal (AFP)               | Gold                                                                   | 5.000     |
| Schweden (IFPI)              | Platin                                                                 | 80.000    |
| Spanien (Promusicae)         | Platin                                                                 | 60.000    |
| Vereinigte Staaten (RIAA)    | 2× Platin                                                              | 2.000.000 |
| Vereinigtes Königreich (BPI) | 2× Platin                                                              | 1.470.000 |
| Insgesamt                    | 6× Gold · 14× Platin · 1× Diamant ·                                    | 4.590.000 |

### Heart of Glass
| Land/Region                  | Auszeichnungen für Musikverkäufe (Land/Region, Auszeichnung, Verkäufe) | Verkäufe |
| ---------------------------- | ---------------------------------------------------------------------- | -------- |
| Brasilien (PMB)              | 2× Platin                                                              | 80.000   |
| Norwegen (IFPI)              | Gold                                                                   | 30.000   |
| Polen (ZPAV)                 | Gold                                                                   | 25.000   |
| Vereinigte Staaten (RIAA)    | Gold                                                                   | 500.000  |
| Vereinigtes Königreich (BPI) | Silber                                                                 | 200.000  |
| Insgesamt                    | 1× Silber · 3× Gold · 2× Platin ·                                      | 835.000  |

### Zombie(Live)
| Land/Region     | Auszeichnungen für Musikverkäufe (Land/Region, Auszeichnung, Verkäufe) | Verkäufe |
| --------------- | ---------------------------------------------------------------------- | -------- |
| Brasilien (PMB) | Gold                                                                   | 20.000   |
| Insgesamt       | 1× Gold ·                                                              | 20.000   |

### Prisoner
| Land/Region                  | Auszeichnungen für Musikverkäufe (Land/Region, Auszeichnung, Verkäufe) | Verkäufe  |
| ---------------------------- | ---------------------------------------------------------------------- | --------- |
| Australien (ARIA)            | 2× Platin                                                              | 140.000   |
| Belgien (BRMA)               | Gold                                                                   | 20.000    |
| Brasilien (PMB)              | 2× Diamant                                                             | 320.000   |
| Dänemark (IFPI)              | Platin                                                                 | 90.000    |
| Deutschland (BVMI)           | Gold                                                                   | 200.000   |
| Frankreich (SNEP)            | Gold                                                                   | 100.000   |
| Griechenland (IFPI)          | Gold                                                                   | 10.000    |
| Italien (FIMI)               | Platin                                                                 | 70.000    |
| Kanada (MC)                  | Gold                                                                   | 40.000    |
| Mexiko (AMPROFON)            | Platin                                                                 | 140.000   |
| Norwegen (IFPI)              | Gold                                                                   | 30.000    |
| Österreich (IFPI)            | Platin                                                                 | 30.000    |
| Polen (ZPAV)                 | Platin                                                                 | 20.000    |
| Portugal (AFP)               | 2× Platin                                                              | 20.000    |
| Schweden (IFPI)              | Gold                                                                   | 40.000    |
| Schweiz (IFPI)               | Gold                                                                   | 10.000    |
| Spanien (Promusicae)         | Platin                                                                 | 60.000    |
| Vereinigte Staaten (RIAA)    | Platin                                                                 | 1.000.000 |
| Vereinigtes Königreich (BPI) | Platin                                                                 | 600.000   |
| Insgesamt                    | 8× Gold · 12× Platin · 2× Diamant ·                                    | 2.940.000 |

### Angels Like You
| Land/Region                  | Auszeichnungen für Musikverkäufe (Land/Region, Auszeichnung, Verkäufe) | Verkäufe  |
| ---------------------------- | ---------------------------------------------------------------------- | --------- |
| Australien (ARIA)            | Gold                                                                   | 35.000    |
| Brasilien (PMB)              | 2× Diamant                                                             | 320.000   |
| Dänemark (IFPI)              | Gold                                                                   | 45.000    |
| Frankreich (SNEP)            | Gold                                                                   | 100.000   |
| Mexiko (AMPROFON)            | 3× Gold                                                                | 210.000   |
| Polen (ZPAV)                 | Gold                                                                   | 25.000    |
| Spanien (Promusicae)         | Platin                                                                 | 60.000    |
| Vereinigte Staaten (RIAA)    | Platin                                                                 | 1.000.000 |
| Vereinigtes Königreich (BPI) | Gold                                                                   | 400.000   |
| Insgesamt                    | 6× Gold · 3× Platin · 2× Diamant ·                                     | 2.195.000 |

### Without You (Remix)
| Land/Region          | Auszeichnungen für Musikverkäufe (Land/Region, Auszeichnung, Verkäufe) | Verkäufe  |
| -------------------- | ---------------------------------------------------------------------- | --------- |
| Australien (ARIA)    | 8× Platin                                                              | 560.000   |
| Dänemark (IFPI)      | 2× Platin                                                              | 180.000   |
| Norwegen (IFPI)      | 3× Platin                                                              | 180.000   |
| Schweden (IFPI)      | Platin                                                                 | 40.000    |
| Spanien (Promusicae) | Platin                                                                 | 60.000    |
| Insgesamt            | 15× Platin ·                                                           | 1.020.000 |

### Flowers
| Land/Region                  | Auszeichnungen für Musikverkäufe (Land/Region, Auszeichnung, Verkäufe) | Verkäufe   |
| ---------------------------- | ---------------------------------------------------------------------- | ---------- |
| Australien (ARIA)            | 10× Platin                                                             | 700.000    |
| Belgien (BRMA)               | 3× Platin                                                              | 120.000    |
| Brasilien (PMB)              | 5× Diamant                                                             | 800.000    |
| Dänemark (IFPI)              | 3× Platin                                                              | 270.000    |
| Deutschland (BVMI)           | 3× Gold                                                                | 900.000    |
| Frankreich (SNEP)            | Diamant                                                                | 333.333    |
| Griechenland (IFPI)          | 3× Platin                                                              | 60.000     |
| Italien (FIMI)               | 4× Platin                                                              | 400.000    |
| Kanada (MC)                  | Diamant                                                                | 800.000    |
| Mexiko (AMPROFON)            | 2× Diamant · + 9× Gold                                                 | 2.030.000  |
| Neuseeland (RMNZ)            | 6× Platin                                                              | 180.000    |
| Österreich (IFPI)            | 5× Platin                                                              | 150.000    |
| Polen (ZPAV)                 | Diamant                                                                | 250.000    |
| Portugal (AFP)               | 6× Platin                                                              | 60.000     |
| Schweden (IFPI)              | 3× Platin                                                              | 240.000    |
| Schweiz (IFPI)               | 5× Platin                                                              | 100.000    |
| Spanien (Promusicae)         | 6× Platin                                                              | 360.000    |
| Ungarn (MAHASZ)              | 11× Platin                                                             | 44.000     |
| Vereinigte Staaten (RIAA)    | 7× Platin                                                              | 7.000.000  |
| Vereinigtes Königreich (BPI) | 4× Platin                                                              | 2.400.000  |
| Insgesamt                    | 2× Gold · 81× Platin · 10× Diamant ·                                   | 17.197.333 |

### River
| Land/Region     | Auszeichnungen für Musikverkäufe (Land/Region, Auszeichnung, Verkäufe) | Verkäufe |
| --------------- | ---------------------------------------------------------------------- | -------- |
| Brasilien (PMB) | Platin                                                                 | 40.000   |
| Kanada (MC)     | Gold                                                                   | 40.000   |
| Insgesamt       | 1× Gold · 1× Platin ·                                                  | 80.000   |

### Jaded
| Land/Region                  | Auszeichnungen für Musikverkäufe (Land/Region, Auszeichnung, Verkäufe) | Verkäufe |
| ---------------------------- | ---------------------------------------------------------------------- | -------- |
| Brasilien (PMB)              | Platin                                                                 | 40.000   |
| Kanada (MC)                  | Gold                                                                   | 40.000   |
| Polen (ZPAV)                 | Gold                                                                   | 25.000   |
| Vereinigte Staaten (RIAA)    | Gold                                                                   | 500.000  |
| Vereinigtes Königreich (BPI) | Silber                                                                 | 200.000  |
| Insgesamt                    | 1× Silber · 3× Gold · 1× Platin ·                                      | 805.000  |

### Used to Be Young
| Land/Region                  | Auszeichnungen für Musikverkäufe (Land/Region, Auszeichnung, Verkäufe) | Verkäufe  |
| ---------------------------- | ---------------------------------------------------------------------- | --------- |
| Australien (ARIA)            | Gold                                                                   | 35.000    |
| Belgien (BRMA)               | Gold                                                                   | 20.000    |
| Brasilien (PMB)              | Platin                                                                 | 40.000    |
| Kanada (MC)                  | Gold                                                                   | 40.000    |
| Polen (ZPAV)                 | Gold                                                                   | 25.000    |
| Vereinigte Staaten (RIAA)    | Platin                                                                 | 1.000.000 |
| Vereinigtes Königreich (BPI) | Silber                                                                 | 200.000   |
| Insgesamt                    | 1× Silber · 4× Gold · 2× Platin ·                                      | 1.360.000 |

### Doctor (Work It Out)
| Land/Region     | Auszeichnungen für Musikverkäufe (Land/Region, Auszeichnung, Verkäufe) | Verkäufe |
| --------------- | ---------------------------------------------------------------------- | -------- |
| Brasilien (PMB) | Gold                                                                   | 20.000   |
| Insgesamt       | 1× Gold ·                                                              | 20.000   |

### II Most Wanted
| Land/Region               | Auszeichnungen für Musikverkäufe (Land/Region, Auszeichnung, Verkäufe) | Verkäufe |
| ------------------------- | ---------------------------------------------------------------------- | -------- |
| Brasilien (PMB)           | Platin                                                                 | 40.000   |
| Kanada (MC)               | Gold                                                                   | 40.000   |
| Vereinigte Staaten (RIAA) | Gold                                                                   | 500.000  |
| Insgesamt                 | 2× Gold · 1× Platin ·                                                  | 580.000  |

## Auszeichnungen nach Liedern

### I Got Nerve
| Land/Region               | Auszeichnungen für Musikverkäufe (Land/Region, Auszeichnung, Verkäufe) | Verkäufe |
| ------------------------- | ---------------------------------------------------------------------- | -------- |
| Vereinigte Staaten (RIAA) | Gold                                                                   | 500.000  |
| Insgesamt                 | 1× Gold ·                                                              | 500.000  |

### If We Were a Movie
| Land/Region               | Auszeichnungen für Musikverkäufe (Land/Region, Auszeichnung, Verkäufe) | Verkäufe  |
| ------------------------- | ---------------------------------------------------------------------- | --------- |
| Vereinigte Staaten (RIAA) | Platin                                                                 | 1.000.000 |
| Insgesamt                 | 1× Platin ·                                                            | 1.000.000 |

### True Friend
| Land/Region               | Auszeichnungen für Musikverkäufe (Land/Region, Auszeichnung, Verkäufe) | Verkäufe |
| ------------------------- | ---------------------------------------------------------------------- | -------- |
| Vereinigte Staaten (RIAA) | Gold                                                                   | 500.000  |
| Insgesamt                 | 1× Gold ·                                                              | 500.000  |

### One in a Million
| Land/Region               | Auszeichnungen für Musikverkäufe (Land/Region, Auszeichnung, Verkäufe) | Verkäufe |
| ------------------------- | ---------------------------------------------------------------------- | -------- |
| Vereinigte Staaten (RIAA) | Gold                                                                   | 500.000  |
| Insgesamt                 | 1× Gold ·                                                              | 500.000  |

### I Miss You
| Land/Region               | Auszeichnungen für Musikverkäufe (Land/Region, Auszeichnung, Verkäufe) | Verkäufe |
| ------------------------- | ---------------------------------------------------------------------- | -------- |
| Vereinigte Staaten (RIAA) | Gold                                                                   | 500.000  |
| Insgesamt                 | 1× Gold ·                                                              | 500.000  |

### Rock Star
| Land/Region               | Auszeichnungen für Musikverkäufe (Land/Region, Auszeichnung, Verkäufe) | Verkäufe  |
| ------------------------- | ---------------------------------------------------------------------- | --------- |
| Vereinigte Staaten (RIAA) | Platin                                                                 | 1.000.000 |
| Insgesamt                 | 1× Platin ·                                                            | 1.000.000 |

### You’ll Always Find Your Way Back Home
| Land/Region               | Auszeichnungen für Musikverkäufe (Land/Region, Auszeichnung, Verkäufe) | Verkäufe |
| ------------------------- | ---------------------------------------------------------------------- | -------- |
| Vereinigte Staaten (RIAA) | Gold                                                                   | 500.000  |
| Insgesamt                 | 1× Gold ·                                                              | 500.000  |

### Butterfly Fly Away
| Land/Region                  | Auszeichnungen für Musikverkäufe (Land/Region, Auszeichnung, Verkäufe) | Verkäufe  |
| ---------------------------- | ---------------------------------------------------------------------- | --------- |
| Australien (ARIA)            | Platin                                                                 | 70.000    |
| Vereinigte Staaten (RIAA)    | Platin                                                                 | 1.000.000 |
| Vereinigtes Königreich (BPI) | Silber                                                                 | 200.000   |
| Insgesamt                    | 1× Silber · 2× Platin ·                                                | 1.270.000 |

### I’ll Always Remember You
| Land/Region               | Auszeichnungen für Musikverkäufe (Land/Region, Auszeichnung, Verkäufe) | Verkäufe |
| ------------------------- | ---------------------------------------------------------------------- | -------- |
| Vereinigte Staaten (RIAA) | Gold                                                                   | 500.000  |
| Insgesamt                 | 1× Gold ·                                                              | 500.000  |

### Stay
| Land/Region               | Auszeichnungen für Musikverkäufe (Land/Region, Auszeichnung, Verkäufe) | Verkäufe |
| ------------------------- | ---------------------------------------------------------------------- | -------- |
| Vereinigte Staaten (RIAA) | Gold                                                                   | 500.000  |
| Insgesamt                 | 1× Gold ·                                                              | 500.000  |

### Do My Thang
| Land/Region               | Auszeichnungen für Musikverkäufe (Land/Region, Auszeichnung, Verkäufe) | Verkäufe  |
| ------------------------- | ---------------------------------------------------------------------- | --------- |
| Vereinigte Staaten (RIAA) | Platin                                                                 | 1.000.000 |
| Insgesamt                 | 1× Platin ·                                                            | 1.000.000 |

### FU
| Land/Region               | Auszeichnungen für Musikverkäufe (Land/Region, Auszeichnung, Verkäufe) | Verkäufe |
| ------------------------- | ---------------------------------------------------------------------- | -------- |
| Vereinigte Staaten (RIAA) | Gold                                                                   | 500.000  |
| Insgesamt                 | 1× Gold ·                                                              | 500.000  |

### Unholy
| Land/Region     | Auszeichnungen für Musikverkäufe (Land/Region, Auszeichnung, Verkäufe) | Verkäufe |
| --------------- | ---------------------------------------------------------------------- | -------- |
| Brasilien (PMB) | Gold                                                                   | 20.000   |
| Insgesamt       | 1× Gold ·                                                              | 20.000   |

### Plastic Hearts
| Land/Region                  | Auszeichnungen für Musikverkäufe (Land/Region, Auszeichnung, Verkäufe) | Verkäufe |
| ---------------------------- | ---------------------------------------------------------------------- | -------- |
| Australien (ARIA)            | Gold                                                                   | 35.000   |
| Brasilien (PMB)              | Platin                                                                 | 40.000   |
| Vereinigte Staaten (RIAA)    | Gold                                                                   | 500.000  |
| Vereinigtes Königreich (BPI) | Silber                                                                 | 200.000  |
| Insgesamt                    | 1× Silber · 2× Gold · 1× Platin ·                                      | 775.000  |

### Edge of Midnight
| Land/Region     | Auszeichnungen für Musikverkäufe (Land/Region, Auszeichnung, Verkäufe) | Verkäufe |
| --------------- | ---------------------------------------------------------------------- | -------- |
| Brasilien (PMB) | Gold                                                                   | 20.000   |
| Insgesamt       | 1× Gold ·                                                              | 20.000   |

### Gimme What I Want
| Land/Region     | Auszeichnungen für Musikverkäufe (Land/Region, Auszeichnung, Verkäufe) | Verkäufe |
| --------------- | ---------------------------------------------------------------------- | -------- |
| Brasilien (PMB) | Gold                                                                   | 20.000   |
| Insgesamt       | 1× Gold ·                                                              | 20.000   |

### High
| Land/Region     | Auszeichnungen für Musikverkäufe (Land/Region, Auszeichnung, Verkäufe) | Verkäufe |
| --------------- | ---------------------------------------------------------------------- | -------- |
| Brasilien (PMB) | Gold                                                                   | 20.000   |
| Insgesamt       | 1× Gold ·                                                              | 20.000   |

### Never Be Me
| Land/Region     | Auszeichnungen für Musikverkäufe (Land/Region, Auszeichnung, Verkäufe) | Verkäufe |
| --------------- | ---------------------------------------------------------------------- | -------- |
| Brasilien (PMB) | Gold                                                                   | 20.000   |
| Insgesamt       | 1× Gold ·                                                              | 20.000   |

### Night Crawling
| Land/Region     | Auszeichnungen für Musikverkäufe (Land/Region, Auszeichnung, Verkäufe) | Verkäufe |
| --------------- | ---------------------------------------------------------------------- | -------- |
| Brasilien (PMB) | Gold                                                                   | 20.000   |
| Insgesamt       | 1× Gold ·                                                              | 20.000   |

### WTF Do I Know
| Land/Region     | Auszeichnungen für Musikverkäufe (Land/Region, Auszeichnung, Verkäufe) | Verkäufe |
| --------------- | ---------------------------------------------------------------------- | -------- |
| Brasilien (PMB) | Gold                                                                   | 20.000   |
| Insgesamt       | 1× Gold ·                                                              | 20.000   |

### Am I Dreaming
| Land/Region     | Auszeichnungen für Musikverkäufe (Land/Region, Auszeichnung, Verkäufe) | Verkäufe |
| --------------- | ---------------------------------------------------------------------- | -------- |
| Brasilien (PMB) | Gold                                                                   | 20.000   |
| Insgesamt       | 1× Gold ·                                                              | 20.000   |

### Thousand Miles
| Land/Region     | Auszeichnungen für Musikverkäufe (Land/Region, Auszeichnung, Verkäufe) | Verkäufe |
| --------------- | ---------------------------------------------------------------------- | -------- |
| Brasilien (PMB) | Gold                                                                   | 20.000   |
| Insgesamt       | 1× Gold ·                                                              | 20.000   |

### Rose Colored Lenses
| Land/Region     | Auszeichnungen für Musikverkäufe (Land/Region, Auszeichnung, Verkäufe) | Verkäufe |
| --------------- | ---------------------------------------------------------------------- | -------- |
| Brasilien (PMB) | Gold                                                                   | 20.000   |
| Insgesamt       | 1× Gold ·                                                              | 20.000   |

### You
| Land/Region     | Auszeichnungen für Musikverkäufe (Land/Region, Auszeichnung, Verkäufe) | Verkäufe |
| --------------- | ---------------------------------------------------------------------- | -------- |
| Brasilien (PMB) | Gold                                                                   | 20.000   |
| Insgesamt       | 1× Gold ·                                                              | 20.000   |

## Auszeichnungen nach Musikstreamings

### We Can’t Stop
| Land/Region          | Auszeichnungen für Musikverkäufe (Land/Region, Auszeichnung, Verkäufe) | Verkäufe  |
| -------------------- | ---------------------------------------------------------------------- | --------- |
| Dänemark (IFPI)      | Platin                                                                 | 1.800.000 |
| Spanien (Promusicae) | Platin                                                                 | 8.000.000 |
| Insgesamt            | 2× Platin ·                                                            | 9.800.000 |

### Wrecking Ball
| Land/Region          | Auszeichnungen für Musikverkäufe (Land/Region, Auszeichnung, Verkäufe) | Verkäufe  |
| -------------------- | ---------------------------------------------------------------------- | --------- |
| Dänemark (IFPI)      | Platin                                                                 | 1.800.000 |
| Spanien (Promusicae) | Platin                                                                 | 8.000.000 |
| Insgesamt            | 2× Platin ·                                                            | 9.800.000 |

### Feelin’ Myself
| Land/Region     | Auszeichnungen für Musikverkäufe (Land/Region, Auszeichnung, Verkäufe) | Verkäufe |
| --------------- | ---------------------------------------------------------------------- | -------- |
| Dänemark (IFPI) | Gold                                                                   | 900.000  |
| Insgesamt       | 1× Gold ·                                                              | 900.000  |

### Adore You
| Land/Region     | Auszeichnungen für Musikverkäufe (Land/Region, Auszeichnung, Verkäufe) | Verkäufe  |
| --------------- | ---------------------------------------------------------------------- | --------- |
| Dänemark (IFPI) | Gold                                                                   | 1.300.000 |
| Insgesamt       | 1× Gold ·                                                              | 1.300.000 |

## Auszeichnungen nach Videoalben

### Best of Both Worlds Concert
| Land/Region                  | Auszeichnungen für Musikverkäufe (Land/Region, Auszeichnung, Verkäufe) | Verkäufe |
| ---------------------------- | ---------------------------------------------------------------------- | -------- |
| Vereinigtes Königreich (BPI) | 2× Platin                                                              | 100.000  |
| Insgesamt                    | 2× Platin ·                                                            | 100.000  |

### Can’t Be Tamed – Mini DVD
| Land/Region     | Auszeichnungen für Musikverkäufe (Land/Region, Auszeichnung, Verkäufe) | Verkäufe |
| --------------- | ---------------------------------------------------------------------- | -------- |
| Brasilien (PMB) | Platin                                                                 | 30.000   |
| Insgesamt       | 1× Platin ·                                                            | 30.000   |

## Statistik und Quellen
| Land/RegionAuszeichnungen für Musikverkäufe (Land/Region, Auszeichnungen, Verkäufe, Quellen) | Silber       | Gold         | Platin         | Diamant       | Verkäufe    | Quellen                           |
| -------------------------------------------------------------------------------------------- | ------------ | ------------ | -------------- | ------------- | ----------- | --------------------------------- |
| Argentinien (CAPIF)                                                                          | —            | —            | Platin1        | —             | 40.000      | capif.org.ar                      |
| Australien (ARIA)                                                                            | —            | 10× Gold10   | 96× Platin96   | —             | 7.070.000   | aria.com.au                       |
| Belgien (BRMA)                                                                               | —            | 6× Gold6     | 4× Platin4     | —             | 250.000     | ultratop.be                       |
| Brasilien (PMB)                                                                              | —            | 24× Gold24   | 29× Platin29   | 17× Diamant17 | 4.540.000   | pro-musicabr.org.br               |
| Dänemark (IFPI)                                                                              | —            | 7× Gold7     | 18× Platin18   | —             | 1.330.000   | ifpi.dk                           |
| Deutschland (BVMI)                                                                           | —            | 11× Gold11   | 4× Platin4     | —             | 3.400.000   | musikindustrie.de                 |
| Finnland (IFPI)                                                                              | —            | —            | —              | —             | 60.394      | Einzelnachweise                   |
| Frankreich (SNEP)                                                                            | —            | 7× Gold7     | —              | 2× Diamant2   | 1.304.866   | infodisc.fr snepmusique.com       |
| Golf-Kooperationsrat (IFPI)                                                                  | —            | Gold1        | Platin1        | —             | 9.000       | ifpi.org                          |
| Griechenland (IFPI)                                                                          | —            | Gold1        | 3× Platin3     | —             | 70.000      | Einzelnachweise                   |
| Irland (IRMA)                                                                                | —            | Gold1        | 5× Platin5     | —             | 82.500      | irishcharts.ie                    |
| Italien (FIMI)                                                                               | —            | 4× Gold4     | 11× Platin11   | —             | 870.000     | fimi.it                           |
| Japan (RIAJ)                                                                                 | —            | Gold1        | —              | —             | 100.000     | riaj.or.jp                        |
| Kanada (MC)                                                                                  | —            | 8× Gold8     | 30× Platin30   | Diamant1      | 3.290.000   | musiccanada.com                   |
| Mexiko (AMPROFON)                                                                            | —            | 11× Gold11   | 14× Platin14   | 3× Diamant3   | 3.510.000   | amprofon.com.mx                   |
| Neuseeland (RMNZ)                                                                            | —            | 4× Gold4     | 48× Platin48   | —             | 1.275.000   | aotearoamusiccharts.co.nz NZ2 NZ3 |
| Niederlande (NVPI)                                                                           | —            | —            | Platin1        | —             | 20.000      | nvpi.nl                           |
| Norwegen (IFPI)                                                                              | —            | 7× Gold7     | 36× Platin36   | —             | 1.600.000   | ifpi.no                           |
| Österreich (IFPI)                                                                            | —            | 5× Gold5     | 10× Platin10   | —             | 347.500     | ifpi.at                           |
| Peru (UNIMPRO)                                                                               | —            | Gold1        | Platin1        | —             | 9.000       | Einzelnachweise                   |
| Philippinen (PARI)                                                                           | —            | —            | Platin1        | —             | 15.000      | Einzelnachweise                   |
| Polen (ZPAV)                                                                                 | —            | 9× Gold9     | 18× Platin18   | Diamant1      | 775.000     | olis.pl                           |
| Portugal (AFP)                                                                               | —            | 7× Gold7     | 12× Platin12   | —             | 195.000     | Einzelnachweise                   |
| Schweden (IFPI)                                                                              | —            | 7× Gold7     | 13× Platin13   | —             | 855.000     | sverigetopplistan.se              |
| Schweiz (IFPI)                                                                               | —            | 4× Gold4     | 8× Platin8     | —             | 215.000     | hitparade.ch                      |
| Singapur (RIAS)                                                                              | —            | Gold1        | —              | —             | 5.000       | rias.org.sg                       |
| Spanien (Promusicae)                                                                         | —            | 5× Gold5     | 24× Platin24   | —             | 1.500.000   | elportaldemusica.es promusicae.es |
| Ungarn (MAHASZ)                                                                              | —            | 2× Gold2     | 11× Platin11   | —             | 50.000      | slagerlistak.hu                   |
| Vereinigte Staaten (RIAA)                                                                    | —            | 25× Gold25   | 89× Platin89   | Diamant1      | 112.964.000 | riaa.com                          |
| Vereinigtes Königreich (BPI)                                                                 | 15× Silber15 | 11× Gold11   | 26× Platin26   | —             | 20.327.000  | bpi.co.uk                         |
| Insgesamt                                                                                    | 15× Silber15 | 180× Gold180 | 514× Platin514 | 25× Diamant25 |             |                                   |